# بلانش بیکر
بلانش بیکر (انگلیسی: Blanche Baker؛ زادهٔ ۲۰ دسامبر ۱۹۵۶) یک هنرپیشه، فیلم‌نامه‌نویس، تهیه‌کننده، و بازیگر سینما اهل ایالات متحده آمریکا است. وی از سال ۱۹۷۸ میلادی تاکنون مشغول فعالیت بوده‌است.
او در فیلم مرده خنده‌دار بازی کرده است.